# Цена памяти после цунами
Цена памяти после цунами (англ. The price of memory after the tsunami) — сборник из 63 стихотворений угандийской писательницы Милдред Барья, опубликованный в 2006 году. Стихи разделены на три раздела: «Стихи удовольствия и боли», «Стихи слабости и силы» и «Стихи о идентичности и отречении».

## Критика
Публикация «Цена памяти после цунами» привлекла положительное внимание критиков.
Юсуф Серункума Каджура, рецензент The Weekly Observer (Уганда), заявил, что поэзия Барьи «расцветает на образах, риторических приёмах и идеях коренных народов Африки, которые легко сравнить с длинным стихотворением Окота п’Битека «Песнь о Лавино». Но поэзия Барьи «представляет собой восторженную трубу, тонко трубимую для женщин в обществе, в отличие от защиты традиционных африканских ценностей Лавино».
Гааки Кигамбо, обозреватель угандийской газеты Sunday Monitor, заявил, что «объекты Барьи получают ту информацию, к которой мы привыкли. В эпоху мобильной телефонии каждый будет отождествлять себя с математически доказанной любовью». Кигамбо также заявил, что такая поэзия «раскрывает в Барье романтика».